# Popseslish
Popseslish (stilizirano POPseSLISH) je mešani pevski zbor iz Žalca. Ustanovljen je bil leta 1998 kot Savinjski komorni zbor pod okriljem KUD Svoboda Žalec, leta 2003 pa je zaradi usmeritve v zabavno glasbo dobil zdajšnje ime. Njegov ustanovitelj in vodja je Matjaž Kač.
Zbor se je preizkusil v tradicionalni dalmatinski, filmski, klasični in rock glasbi.

### Nastopi
Oktobra 2017 so na žalskem odru skupaj s Slovenskim tolkalnim projektom (STOP), zborom Slovenske filharmonije, Mešanim pevskim zborom Galicija, Akademskim pevskim zborom Celje in solisti (Nina Dominko, Tomaž Kovačič in Dejan Maksimilijan Vrbančič) izvedli Carmino Burano. Dirigentka je bila Martine Batič, umetniška vodja zbora Slovenske filharmonije. Na klavirju sta bili Jerneja Grebenšek in Kristina Arnič. Stane Špegel je ustvaril videoprojekcijo.

## Resničnostne oddaje
- 2009: nastop na tekmovanju Med dvema zboroma v oddaji Spet doma na slovenski nacionalni TV.[4]

## Nagrade in priznanja
- 2018: grb občine Žalec ob 20-letnici delovanja[1]
- 2019: srebrno priznanje na Regijskem tekmovanju odraslih pevskih zasedb »od Celja do Koroške«[5]